# Victoria del Portete
Victoria del Portete är en ort i Ecuador.   Den ligger i provinsen Azuay, i den södra delen av landet, 300 km söder om huvudstaden Quito. Victoria del Portete ligger 2 633 meter över havet och antalet invånare är 4 617.
Terrängen runt Victoria del Portete är huvudsakligen kuperad. Victoria del Portete ligger nere i en dal. Runt Victoria del Portete är det ganska glesbefolkat, med 32 invånare per kvadratkilometer. Närmaste större samhälle är Cuenca, 19,3 km norr om Victoria del Portete. I omgivningarna runt Victoria del Portete växer i huvudsak städsegrön lövskog.